# Natività di Nostro Signore Gesù Cristo a Via Gallia

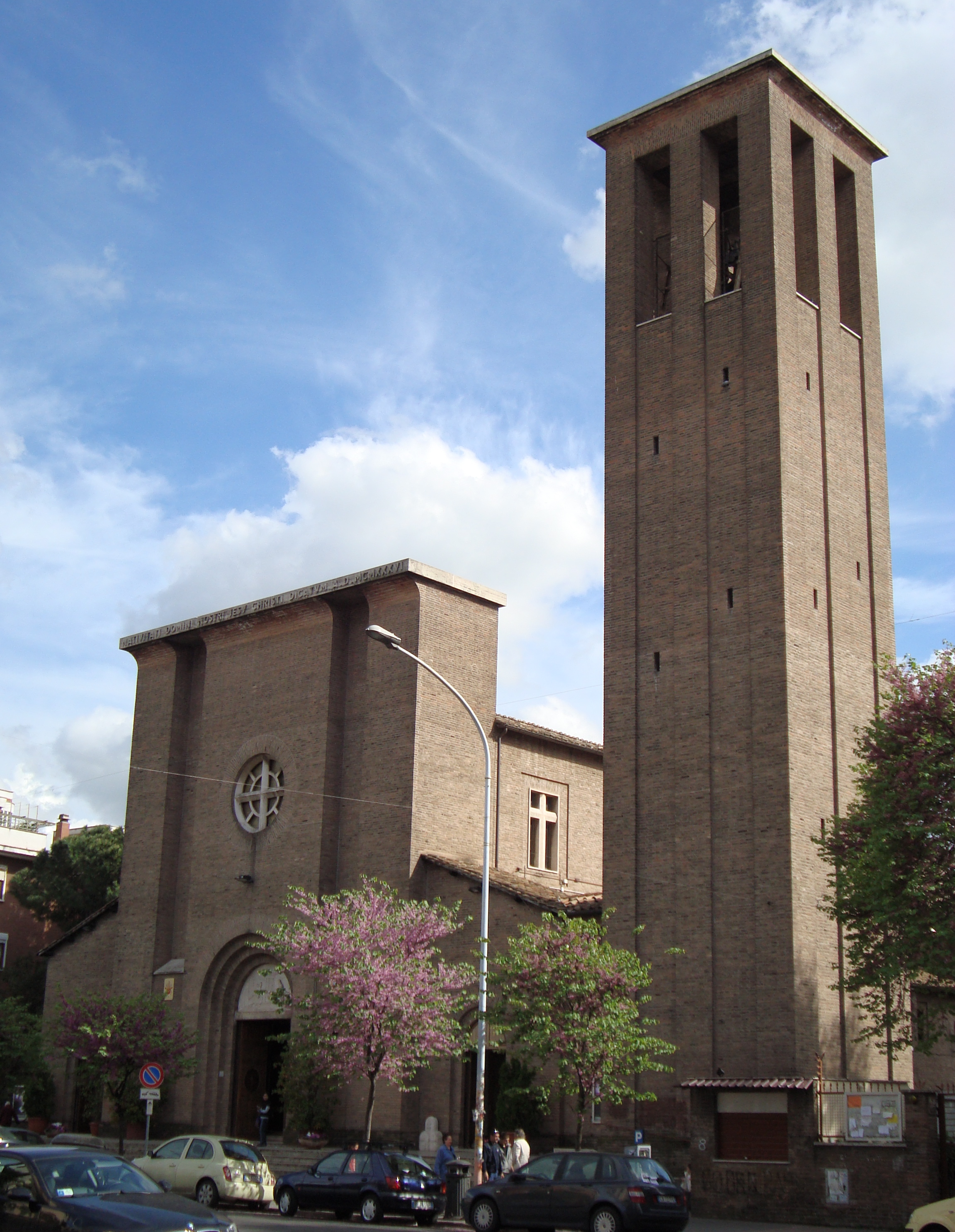
Vista da fachada.

Natività di Nostro Signore Gesù Cristo a Via Gallia é uma igreja titular de Roma localizada na Via Gallia, 160, no quartiere Appio-Latino. É dedicada à Natividade. O cardeal-presbítero do título cardinalício de Natividade de Nosso Senhor Jesus Cristo na Via Gallia é Audrys Juozas Backis, arcebispo-emérito de Vilnius, na Lituânia.

## História

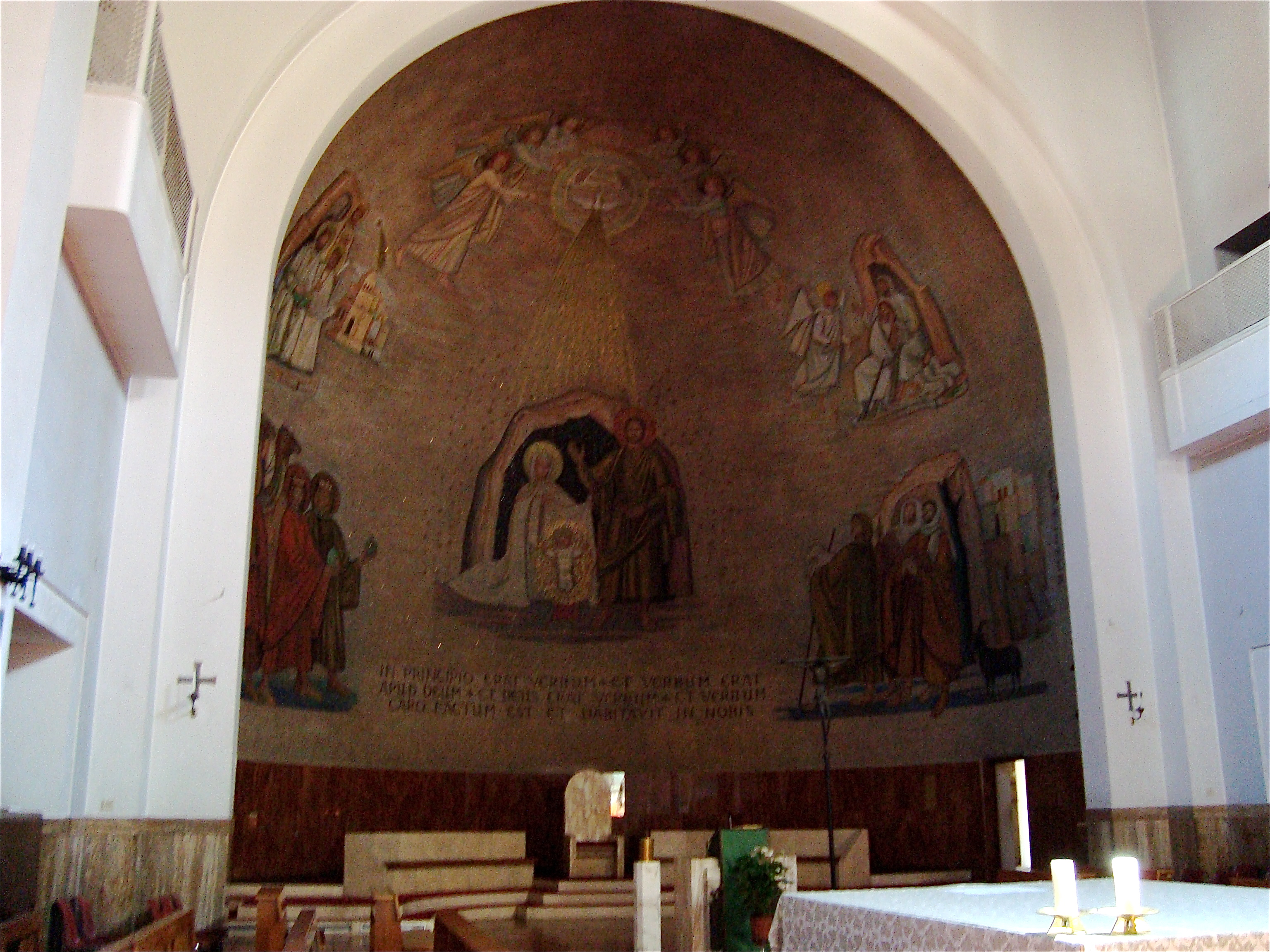
Vista do presbitério e da abside.

Esta igreja, construída com base num projeto de Tullio Rossi em 1936, é sede de uma paróquia criada no ano seguinte através do decreto "Succrescente in dies" do cardeal-vigário Francesco Marchetti Selvaggiani. Em 1969, o papa Paulo VI a elevou a sede do título cardinalício de Natividade de Nosso Senhor Jesus Cristo na Via Gallia.

## Descrição
Na fachada da igreja estão uma roseta e um portal central, sobre o qual, na luneta, está um baixo-relevo com uma "Anunciação". Uma alta torre campanária do lado esquerdo é uma das marcas do projeto.
O interior se apresenta em três naves separadas por pilares. Na central está a pia batismal utilizada para o batismo por imersão: de formato octogonal, sua cobertura é formata por cinco painéis com vitrais que reproduzem uma imagem de Nossa Senhora e os símbolos dos evangelistas. Nos pilares da nave central estão as imagens da Via Crucis em mosaico. O profundo presbitério abriga um altar-mor de notáveis dimensões e de forma quadrada. Na abside, um grande mosaico de Gilda Nagni retrata a "Natividade de Jesus com a Sagrada Família". O sacrário é obra de Goffredo Verginelli.
As naves laterais terminam em pequenas absides. Na da esquerda está um "Cristo" em mosaico e, na da direita, um "Pentecostes".
A igreja conta ainda com um órgão de tubos Mascioni opus 530 construído em 1940 e restaurado em 1983. Ele está localizado numa cantoria na contrafachada em dois corpos distintos.